# Akad
 (novembre 2020).
 (novembre 2020).
Akad (ou Akad pour Five Music, stylisé comme AKAD) est un groupe français de musique dance/pop pour les jeunes enfants produit par l'émission Les Minitoons diffusée sur Télétoon puis sur Piwi et produite par Five Music. Le groupe, créé le 2 novembre 2002, est composé de huit jeunes enfants : Charly, Marie, Tom, Hélène, Esther, Max, Antoine, et Suzy qui a fait un album solo.

## Membres
- Charly (garçon brunet de 6 ans)
- Marie (fille brunette de 6 ans)
- Tom (garçon blond de 6 ans)
- Hélène (fille blonde 6 ans)
- Max (garçon roux de 6 ans)
- Esther (fille rousse 6 ans)
- Antoine (garçon bronzé de 6 ans)
- Suzy (fille bronzée de 6 ans)

## Discographie

### Albums
- 2005 : Akad : Nos premiers albums
- 2008 : Akad 2 : Nos supers albums
- 2009 : Akad 3 : Percer dans les chances des possibilités
- 2010 : Akad 4 : Shangri-La

### Singles extraits
- 2004 : Un monde parfait
- 2004 : C'est les vacances
- 2004 : Dans ma fusée
- 2004 : Noël, que du bonheur
- 2005 : Allo, allo
- 2005 : Laissez-nous respirer
- 2005 : Chiquitas
- 2006 : Aller plus loin
- 2006 : Left and Right
- 2006 : Jusqu'au bout
- 2007 : Le Méga-mix
- 2007 : Le Super Méga-mix
- 2008 : Même pas peur
- 2008 : Traverser la nuit
- 2009 : Hey
- 2009 : Bonne Fête Papa ![1]
- 2009 : Bonne Fête Maman ![2]
- 2010 : Shangri-La

### Autres chansons
Le groupe a également enregistré plusieurs titres qui ont été réédités pour les albums.
- Enlève ton Maillot (reprise de Waka)
- Le Waka (reprise de Bob et Vanessa)
- Feliz Navidad (reprise de José Feliciano)
- Le Thème de Happy Planet (bande originale de l'émission de télévision Les Vacances de Piwi pour la 2e saison)
- Les Bêtises (reprise de Sabine Paturel)
- La Jungle des animaux (reprise de Ya Mustapha)
- Petit Papa Noël (reprise de Tino Rossi)
- L'Oiseau et l'enfant (reprise de Karol)
- Viky le petit dauphin (reprise de Viky)
- Dur dur d'être bébé ! (reprise de Jordy)
- Big Bisou (reprise de Carlos)

### Vidéos
- 2003 : Nos Premières Vidéos
- 2004 : Nos Super Vidéos
- 2004 : Les Super-Clips de Akad
- 2005 : Nos Super-Karaoké de Akad
- 2005 : Les Aventures de Akad - La Fête de danse
- 2006 : Les Aventures de Akad - La Fête de danse
- 2007 : Nos Best-Of des Clips
- 2007 : Akad et le mystère de la note bleue
- 2008 : La Fabuleuse aventure de Akad, le livre audio, et le best-of des clips